# Oromia Broadcasting Network
Oromia Broadcasting Network, nota anche con l'acronimo OBN, è una rete televisiva pubblica dell'Etiopia. Trasmette dalla capitale Addis Abeba in amarico, oromonico, tigrino, afar, somalo, kiswahili e arabo e inglese.

## Storia
Il canale fu fondato il 12 luglio 2006 con il decreto 133/2006 del Governo della regione di Oromia con il nome di "TVO Now", sulle frequenze della precedente TV dello Stato federale ETV 2, allo scopo di divulgare su larga scala informazione indipendente internazionale e locale al pubblico e ai corpi governativi.
La rete fu posta sotto la gestitone della Oromia Mass Media Organization (OMMO), fondata in contemporanea.
Nel 2011 il Governo regionale ribattezzò TVO Now "Oromia Broadcasting Network" (OBN) e l'azienda OMMO "Oromia Radio and TV Organization" (ORTO) in base al decreto 164/2011.
OBN è il principale canale televisivo nella regione di Oromia. Trasmette 24 ore al giorno coprendo oltre il 70% del territorio grazie anche ad un'antenna a microonde. Inoltre diffonde il proprio segnale all'estero via satellite e tramite siti web.
Il Presidente del Consiglio Abiy Ahmed era un membro del consiglio di amministrazione dell'organizzazione che gestisce OBN prima di essere eletto Primo Ministro.
A febbraio 2018 il Presidente dello Stato regionale di Oromia, Lemma Megersa, promise di difendere l'indipendenza e l'imparzialità di Oromia Broadcasting Network dopo una riunione della commissione centrale ad Adama, Etiopia, con il Partito Democratico Oromo, la fazione Oromo dell'Fronte Democratico Rivoluzionario del Popolo Etiope, al potere in Oromia.

## Programmazione
I programmi sono principalmente composti da notizie riguardanti lo Stato regionale dell'Oromia, ma il palinsesto offre anche notizie nazionali e internazionali e manda in onda anche programmi didattici e di intrattenimento in 14 lingue etiopi e 3 straniere.
La maggior parte delle ore è in oromonico, una delle sei lingue ufficiali dell'Etiopia e la principale nella regione, ma vengono proposti anche alcuni programmi in amarico, afar, somalo, kiswahili, arabo e inglese.

## Rilevanza politica
Molti politici oromo di spicco del governo dell'Etiopia usano la piattaforma di OBN per raggiungere la maggioranza della popolazione di lingua oromonica come, per esempio, quando il leader del Partito Democratico Oromo (OPDO) Abadula Gemeda nel 2017 rese noto la sua disapprovazione per il maltrattamento da parte del Governo della popolazione oromo dislocata all'interno del Paese.
A marzo 2018 OBN fu la prima rete a dare conferma di un incidente mortale nella città di confine di Moyale, mandando in onda un'intervista al sindaco della città.

## Controversie
Oromia Broadcasting Network, insieme ad altre due aziende radiotelevisive, Tigray TV e Dimtsi Weyane, fu accusata di avere fatto propaganda mediatica in favore del Governo federale etiope, in seguito alla morte del musicista Hachalu Hundessa il 29 giugno 2020. Questi tre network furono accusati di essere manovrati dai due partiti politici Fronte di Liberazione Oromo e Fronte Popolare di Liberazione del Tigrè. I due partiti erano stati etichettati come "agenti terroristici" dal Governo e ritenuti responsabili di istigazione alla violenza durante le "rivolte di Hachalu Hundessa" seguite all'omicidio. Il Procuratore Generale Federale aprì un'indagine sulle tre aziende in relazione ai presunti ruoli nell'istigazione alla violenza etnica in Etiopia. Avendo i canali infranto le leggi sull'emittenza, furono obbligati a cessare le trasmissioni via etere in Etiopia in data 6 luglio. Da allora i canali garantiscono la copertura terrestre solo attraverso i network internazionali, principalmente le reti del Nord America.